# Кокс-Коув
Кокс-Коув (англ. Cox's Cove) — містечко в Канаді, у провінції Ньюфаундленд і Лабрадор.

## Населення
За даними перепису 2016 року, містечко нараховувало 688 осіб, показавши зростання на 4,2%, порівняно з 2011-м роком. Середня густина населення становила 95,4 осіб/км².
З офіційних мов обидвома одночасно не володів жоден з жителів, тільки англійською — 690.
Працездатне населення становило 51,3% усього населення, рівень безробіття — 36,7% (50% серед чоловіків та 23,3% серед жінок). 90% осіб були найманими працівниками, а 10% — самозайнятими.
Середній дохід на особу становив $29 422 (медіана $24 166), при цьому для чоловіків — $37 581, а для жінок $22 111 (медіани — $30 080 та $21 312 відповідно).
22,2% мешканців мали закінчену шкільну освіту, не мали закінченої шкільної освіти — 47,9%, 29,1% мали післяшкільну освіту, з яких 11,8% мали диплом бакалавра, або вищий.
| Статево-вікова структура населення | Статево-вікова структура населення | Статево-вікова структура населення | Статево-вікова структура населення | Статево-вікова структура населення |
| ---------------------------------- | ---------------------------------- | ---------------------------------- | ---------------------------------- | ---------------------------------- |
|                                    |                                    |                                    |                                    |                                    |
| Всього                             | Всього                             | 48,9%51,1%                         |                                    |                                    |
| 0 — 14 років                       | 0 — 14 років                       |                                    | 13,8%                              | 13,8%                              |
| 15 — 64 років                      | 15 — 64 років                      |                                    | 66,7%                              | 66,7%                              |
| 65 і більше                        | 65 і більше                        |                                    | 19,6%                              | 19,6%                              |
| 85 і більше                        | 85 і більше                        |                                    | 0,7%                               | 0,7%                               |
| Середній вік (років)               | Середній вік (років)               | 44,946,2                           | 45,6                               | 45,6                               |
| Медіана (років)                    | Медіана (років)                    | 50,850,7                           | 50,7                               | 50,7                               |
| — чоловіки — жінки                 |                                    |                                    |                                    |                                    |

| Походження мешканців:     | Походження мешканців:     | Походження мешканців: | Походження мешканців: | Походження мешканців: |
| ------------------------- | ------------------------- | --------------------- | --------------------- | --------------------- |
| Походження                |                           |                       | осіб                  | %                     |
| Корінні американці        | Корінні американці        |                       | 250                   | 37.31%                |
| Інше північноамериканське | Інше північноамериканське |                       | 385                   | 57.46%                |
| Європейське               | Європейське               |                       | 215                   | 32.09%                |
| британське                | британське                |                       | 185                   | 27.61%                |
| французьке                | французьке                |                       | 50                    | 7.46%                 |
| українське                | українське                |                       | 10                    | 1.49%                 |

| Зайнятість населення за галузями (за класифікацією NOC): | Зайнятість населення за галузями (за класифікацією NOC): | Зайнятість населення за галузями (за класифікацією NOC): | Зайнятість населення за галузями (за класифікацією NOC): | Зайнятість населення за галузями (за класифікацією NOC): |
| -------------------------------------------------------- | -------------------------------------------------------- | -------------------------------------------------------- | -------------------------------------------------------- | -------------------------------------------------------- |
|                                                          |                                                          |                                                          |                                                          |                                                          |
| Управління                                               | Управління                                               |                                                          | 3,3%                                                     | 3,3%                                                     |
| Бізнес, фінанси та адміністрування                       | Бізнес, фінанси та адміністрування                       |                                                          | 10%                                                      | 10%                                                      |
| Природничі та прикладні науки                            | Природничі та прикладні науки                            |                                                          | 3,3%                                                     | 3,3%                                                     |
| Охорона здоров'я                                         | Охорона здоров'я                                         |                                                          | 8,3%                                                     | 8,3%                                                     |
| Освіта, правозахист, муніципальні та урядові служби      | Освіта, правозахист, муніципальні та урядові служби      |                                                          | 11,7%                                                    | 11,7%                                                    |
| Роздрібна торгівля та послуги                            | Роздрібна торгівля та послуги                            |                                                          | 18,3%                                                    | 18,3%                                                    |
| Гуртова торгівля, транспорт та обладнання                | Гуртова торгівля, транспорт та обладнання                |                                                          | 26,7%                                                    | 26,7%                                                    |
| Природні ресурси, сільське господарство                  | Природні ресурси, сільське господарство                  |                                                          | 11,7%                                                    | 11,7%                                                    |
| Виробництво                                              | Виробництво                                              |                                                          | 11,7%                                                    | 11,7%                                                    |

## Клімат
Середня річна температура становить 3,5°C, середня максимальна – 19,1°C, а середня мінімальна – -13,6°C. Середня річна кількість опадів – 1 337 мм.
| Клімат поселення                              | Клімат поселення | Клімат поселення | Клімат поселення | Клімат поселення | Клімат поселення | Клімат поселення | Клімат поселення | Клімат поселення | Клімат поселення | Клімат поселення | Клімат поселення | Клімат поселення | Клімат поселення |
| Показник                                      | Січ.             | Лют.             | Бер.             | Квіт.            | Трав.            | Черв.            | Лип.             | Серп.            | Вер.             | Жовт.            | Лист.            | Груд.            |                  |
| Середній максимум, °C                         | −2,18            | −3,3             | 0,51             | 5,82             | 10,88            | 16,13            | 18,92            | 19,07            | 14,07            | 8,68             | 3,83             | −1,33            |                  |
| Середня температура, °C                       | −7,32            | −8,44            | −4,63            | 0,67             | 5,73             | 11,00            | 15,85            | 16,00            | 11,00            | 5,62             | 0,77             | −4,39            |                  |
| Середній мінімум, °C                          | −12,45           | −13,59           | −9,76            | −4,46            | 0,59             | 5,86             | 12,80            | 12,93            | 7,94             | 2,56             | −2,3             | −7,46            |                  |
| Норма опадів, мм                              | 148              | 101              | 82               | 66               | 81               | 102              | 99               | 120              | 125              | 132              | 135              | 146              |                  |
| Середньомісячна швидкість вітру, м/с          | 5.01             | 4.75             | 4.83             | 4.63             | 4.22             | 4.05             | 3.72             | 3.85             | 4.20             | 4.38             | 4.62             | 4.83             |                  |
| Середньомісячна сонячна радіація, кДж/м²·день | 3561             | 6502             | 10816            | 14615            | 17832            | 19329            | 18618            | 15849            | 11594            | 6935             | 3724             | 2638             |                  |
| --------------------------------------------- | ---------------- | ---------------- | ---------------- | ---------------- | ---------------- | ---------------- | ---------------- | ---------------- | ---------------- | ---------------- | ---------------- | ---------------- | ---------------- |
| Джерело:                                      |                  |                  |                  |                  |                  |                  |                  |                  |                  |                  |                  |                  |                  |